# Sinagoga del Giubileo
La sinagoga del Giubileo è una sinagoga di Praga, oggi conosciuta anche come sinagoga di Gerusalemme per la sua posizione sulla via Jeruzalémská, non lontano dalla Stazione Centrale.
La sinagoga venne completata nel 1906 e ricevette questo nome a ricordo del 50º anniversario di regno dell'imperatore Francesco Giuseppe I d'Austria, celebrato nel 1898, anno in cui era stata decisa la costruzione del nuovo tempio.
Progettata con uno stile pseudo-moresco con decorazioni in stile liberty soprattutto all'interno, la sinagoga di Gerusalemme è la più recente delle sinagoghe di Praga.

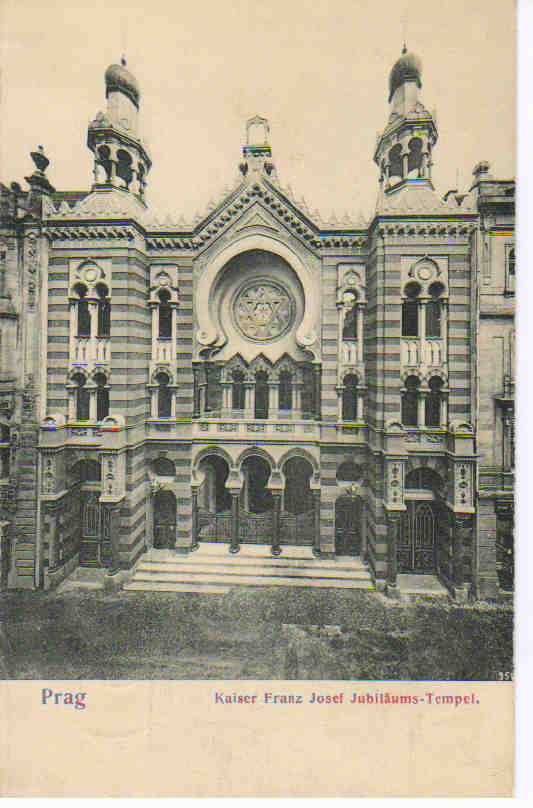
La facciata in una cartolina degli anni della costruzione

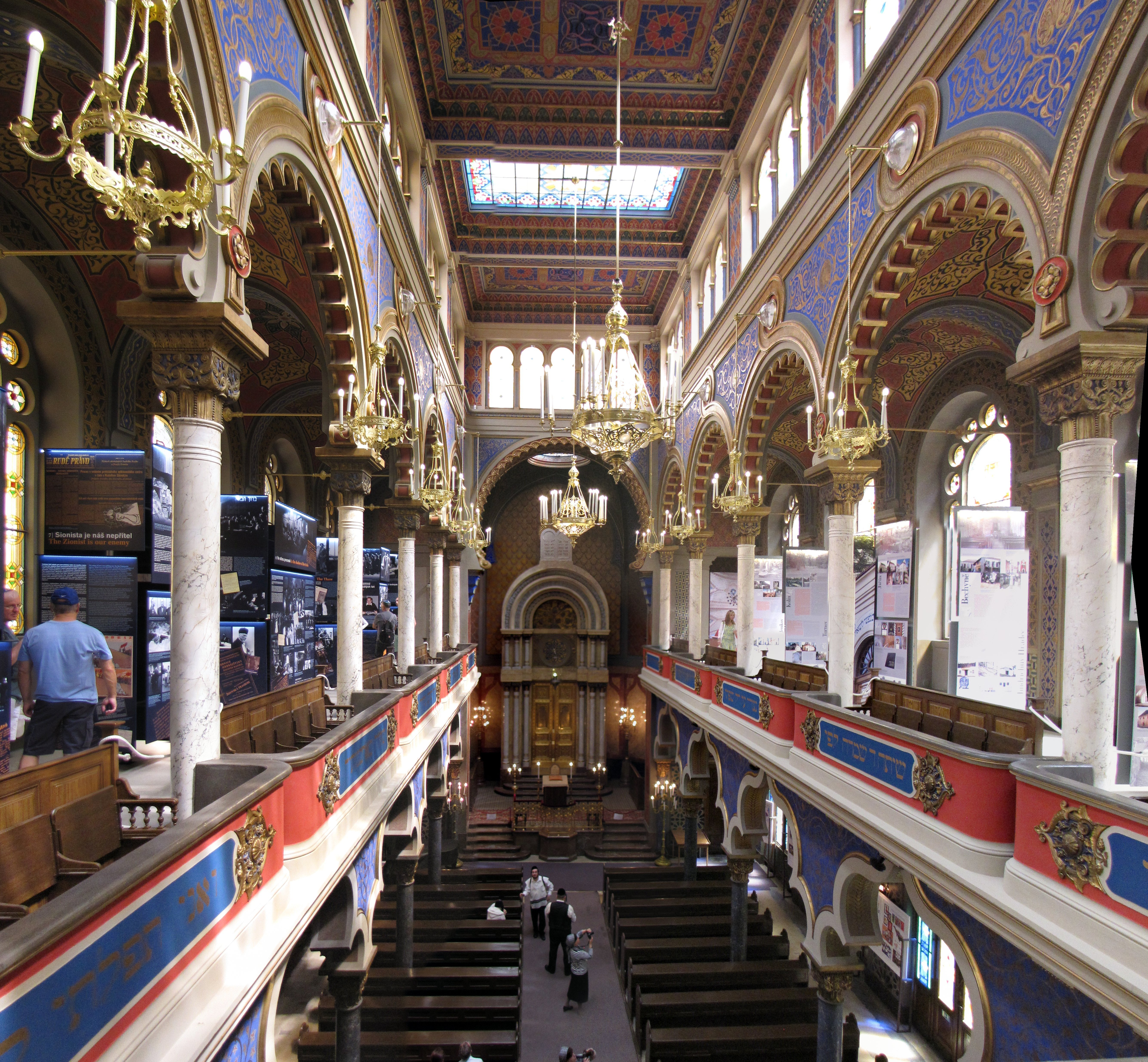
L'interno, con il matroneo e laron

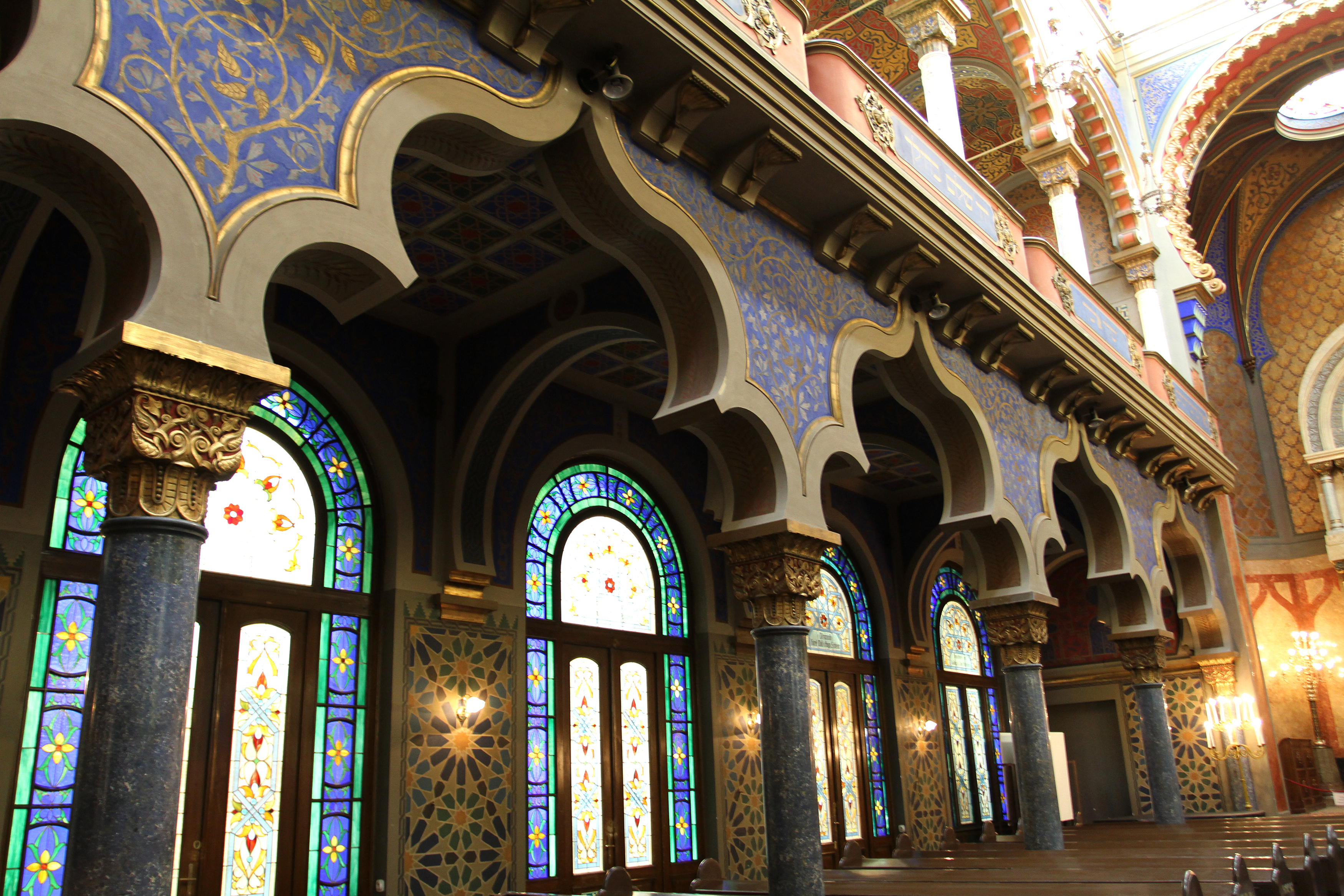
Finestre nelle navate laterali

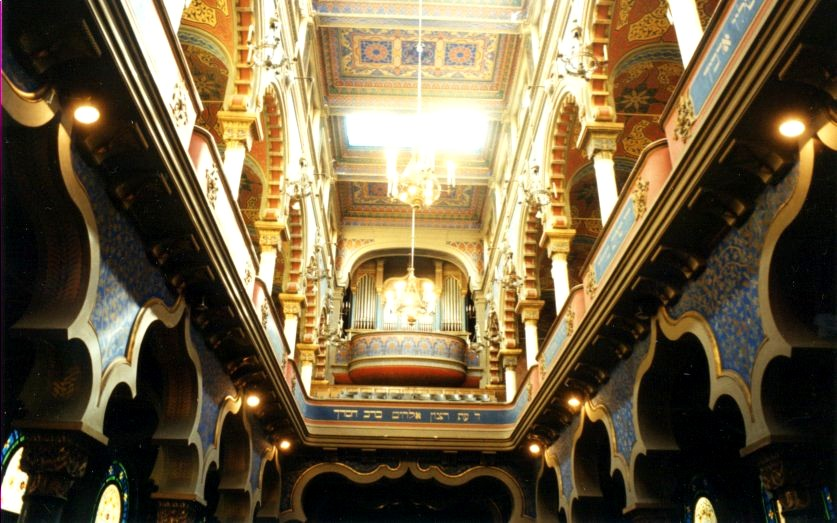
L'organo

## Storia
Dopo l'avvio dei lavori di risanamento del quartiere ebraico di Praga, nel 1898 venne istituita l'"Associazione per la costruzione del nuovo tempio", che si occupò della sostituzione delle scomparse sinagoghe Cikánova, Velkodvorská e "Nuova".
Nel gennaio del 1899 l'associazione acquistò un vecchio edificio sulla via Jeruzalémská, nel quartiere di Nové Město, come terreno per la nuova costruzione. Nel contesto culturale dell'emancipazione ebraica si era dunque deciso di costruire una grande sinagoga al di fuori del tradizionale quartiere ebraico di Josefov (che invece appartiene a Staré Město).
Un primo progetto della sinagoga, in stile neoromanico, ad opera dell'architetto Alois Richter, risale all'anno 1899.  Un secondo progetto, in stile neogotico, fu proposto dal costruttore Josef Linhart nell'anno 1901.  Ma soltanto il terzo progetto, elaborato nel 1903 dal famoso architetto viennese Wilhelm Stiassny, venne approvato.  Negli anni 1905-1906 il nuovo edificio venne costruito, sotto la direzione di Alois Richter, a spese dell'"Associazione per il nuovo tempio".
La nuova sinagoga venne inaugurata il 16 settembre 1906, festa di Simchat Torah.
Durante la seconda guerra mondiale la sinagoga servì da magazzino, e per questo si salvò almeno parzialmente dalle devastazioni naziste.  Ancora oggi essa ospita il servizio divino della comunità ebraica praghese.
Durante uno studio dei dipinti parietali, nel gennaio 2003, sotto una lastra di marmo a sinistra dell'Aron ha-Kodesh fu rinvenuto un rotolo di pergamena che giaceva intatto da poco meno di un secolo.  Il "documento di conclusione", scritto a mano, descrive la costruzione della sinagoga e racchiude i nomi degli ingegneri e degli architetti che vi lavorarono, l'elenco delle ditte e delle maestranze che parteciparono alla costruzione e alla decorazione del tempio:
Dopo che per più di un secolo il tempio venne utilizzato soltanto per il culto della comunità ebraica cittadine (tranne che negli anni dell'occupazione tedesca della Cecoslovacchia), il 1º aprile 2008 l'edificio è stato riaperto definitivamente anche alle visite dei turisti.

## Architettura e decorazione
La sinagoga è un interessante esempio di rivisitazione liberty di elementi morfologici di stile moresco.
La pianta dell'aula ricalca l'impianto basilicale a tre navate.
La facciata principale mostra un imponente arco a ferro di cavallo e un rosone con al centro la stella di David.  Lungo la cornice dell'arco è scritto il versetto biblico:
(Salmo 118,20)
Il frontone termina con le tavole del Decalogo ed è affiancato da due torri a pianta quadrata con guglie alla sommità.  L'alternarsi, sulla facciata, delle fasce di pietra rossa e bianca, tipico dell'arte mudéjar, crea un effetto visivo che colpisce lo sguardo in modo particolare.
L'arcata centrale del portico d'ingresso è decorata con il versetto:
(Malachia 2,10)
Il lungo spazio interno dell'aula è ritmato da due file di sette archi che sostengono il matroneo.  L'anticamera di questo loggione è ornata da citazioni bibliche (Salmo 121,1 a est, Salmo 122,6 a nord, Salmo 69,14 a ovest, Salmo 141,1.3 a sud).
A sinistra dell'entrata, nella navata centrale, si trova una stele con iscrizione, trasferita in questo luogo dalla distrutta sinagoga Cikánová.
Il pianterreno dell'aula e il matroneo sono illuminati da ampie vetrate.
L'alto aron ha-Kodesh è ornato con foglie di vite in rilievo e con le tavole del Decalogo.  Davanti all'aron una bimah in forma di pulpito è utilizzata per la lettura della Torah.
Una ricca decorazione pittorica ricopre le pareti; completano l'arredamento dell'interno numerosi lampadari lavorati a sbalzo.  Nella tribuna occidentale si trova un grande organo, opera dell'organaro ceco Emanuel Štěpán.

## Esposizioni permanenti
I matronei del tempio ospitano una mostra, dal titolo "La comunità ebraica di Praga dal 1945 a oggi", che presenta la storia della comunità ebraica praghese del secondo dopoguerra. Grazie a documenti, fotografie e documentari, la mostra descrive i momenti-chiave della vita della comunità dalla fine della seconda guerra mondiale fino ad oggi.
Un altro percorso espositivo, "I monumenti ebraici e il loro restauro dopo il 1989", presenta ai visitatori il processo di conservazione e restauro dei monumenti ebraici di Praga.